# Джирард, Джо
Джо Джирард (настоящее имя Джозеф Семюель Джерард; 1 ноября 1928, Детройт, Мичиган — 28 февраля 2019, Детройт, Мичиган) — американский торговец автомобилями; признан Книгой рекордов Гиннесса самым успешным торговцем, в период с 1963 по 1978 год продал не менее 13 000 автомашин от дилера «Chevrolet». Мировой рекорд был установлен в 1973 году, во время работы Джо менеджером по продаже легковых и грузовых автомобилей в Merollis Chevrolet в городе Истпоинт (штат Мичиган). За тот год он смог продать 1425 автомобилей, что до недавнего времени и считалось официальным мировым рекордом. После того, как Джо покинул автомобильный бизнес, он вплотную занялся разработкой курса продаж и ораторским искусством. Он долгое время путешествовал по американским городам, выступая с мотивирующими лекциями для отделов продаж разных компаний. Даже в своём преклонном возрасте, в 2000-х годах продолжал свою деятельность коуча, оставаясь одним из самых востребованных спикеров в США, сотрудничавшим с такими компаниями, как General Motors, Hewlett-Packard и Kmart.
Не имея законченного среднего образования, Джо Джирард является примером человека, достигшего успеха, сделав самого себя.
Джо Джирард является автором нескольких популярных книг:
- «Как продать что угодно и кому угодно» (1977 год).
- «Продай себя дорого»
- «Как заключить любую сделку»

Входит в Автомобильный зал славы с 2001 года.
Джо Джирард скончался 28 февраля 2019 года от черепно-мозговой травмы, полученной в результате падения в собственном доме.